# Agrius unicolor
Agrius unicolor är en fjärilsart som beskrevs av Tutt. Agrius unicolor ingår i släktet Agrius och familjen svärmare. Inga underarter finns listade i Catalogue of Life.